# Home Location Register

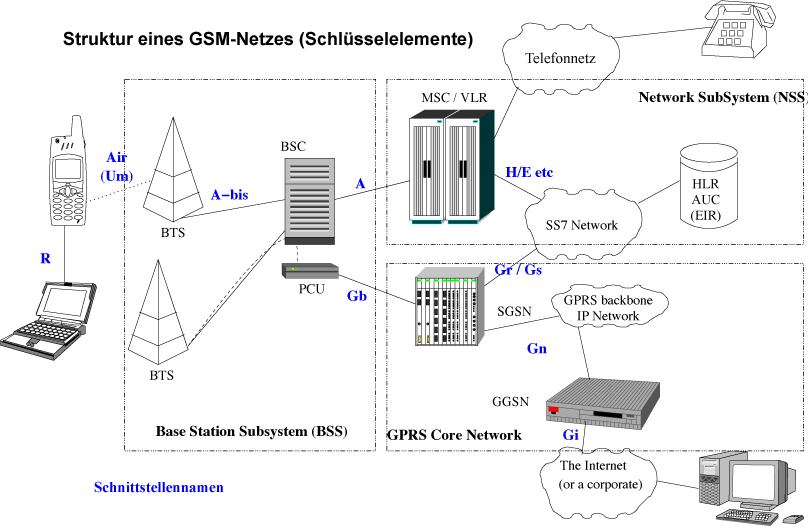
Мережа GSM з HLR

Home Location Register, HLR (англ. The Home Location Register) — база даних, що зберігає інформацію про кожного користувача мережі стільникового зв'язку. Як правило, HLR реалізується як кластер з декількох серверів.
HLR зберігає інформацію про статус послуг, що пов'язані з деякою SIM-карткою. Кожна картка має унікальний номер, IMSI, що використовується як ключ для HLR.
Приклади інформації, що зберігається в HLR:
- Номер телефону (MSISDN) абонента, що пов'язаний з даною SIM карткою;
- GSM сервіси, що доступні користувачеві;
- Місце знаходження користувача (VLR та SGSN);
- Налаштування переадресації;

## Подані дані
У HLR зберігаються такі дані:
Напівпостійні дані
- Міжнародна ідентифікація мобільного абонента (IMSI)

- Номер мобільного абонента ISDN (MSISDN)

- заброньований профіль послуги (переадресація дзвінка, підписка на послугу, обмеження послуги тощо)

Тимчасові дані
- Адреса реєстру розташування відвідувачів (VLR).

- Адреса центру комутації мобільних послуг (MSC).

- Набір автентифікації (складається з кількох трійок автентифікації)

- дані про плату

## Див.також
- GSM
- Location-based service